# Reisen mit meiner Tante (Roman)
Reisen mit meiner Tante (auch: Die Reisen mit meiner Tante; Originaltitel: Travels with my aunt) ist ein Roman von Graham Greene, der im Jahre 1969 veröffentlicht wurde. Auf Deutsch erschien der Roman erstmals 1970.

## Inhalt
Henry Pulling ist ein Mann in seinen Fünfzigern, früher Chef einer kleinen Bankfiliale in London, der von seinem Arbeitgeber in Frührente geschickt wurde und seitdem Dahlien züchtet. Sein Bekanntenkreis ist beschränkt und umfasst nur wenige Nachbarn, die alle als Musterbeispiele des britischen Konservatismus durchgehen können – genau wie er selbst. Auf der Beerdigung seiner Mutter trifft er zum ersten Mal auf seine einzige noch lebende Verwandte, seine Tante Augusta, die zwölf Jahre jünger als die Mutter ist und von der er so gut wie nichts weiß. Allerdings gilt das umgekehrt nicht, denn sie überfällt ihn bei dieser Gelegenheit mit der Information, dass die Frau, die er seine Mutter nannte, gar nicht seine leibliche Mutter war – sein Vater sei hingegen wirklich sein leiblicher Vater gewesen.
Sehr schnell wird ihm klar, dass es sich bei Tante Augusta um eine Frau mit einem äußerst unkonventionellen Lebensstil handelt: So lebt sie in einer bizarr eingerichteten Wohnung mit einem deutlich jüngeren Mann aus Sierra Leone, genannt Wordsworth, zusammen, der umgehend die Urne mit der Asche von Henrys „Mutter“ zum Zweck des Schmuggelns von Marihuana zweckentfremdet. Anstatt jedoch von diesen Vorkommnissen geschockt zu sein, ist Henry von seiner Tante zunehmend fasziniert, zumal diese ein ereignisreiches Leben geführt hat und immer wieder Überraschendes zu erzählen weiß, auch wenn sie dabei regelmäßig den Rahmen bürgerlicher Konvention sprengt. Außerdem ist sie sehr reiselustig und nimmt Henry zunächst auf einen eher kurzen Ausflug nach Brighton mit, dann aber plant sie eine längere Reise mit dem Orientexpress nach Istanbul.
Auf dieser Reise muss er zunächst erstaunt feststellen, dass seine Tante sämtliche damals geltenden Devisenbeschränkungen ignoriert und ihr gesamtes flüssiges Vermögen nach Paris schmuggelt, wo es zunächst in einen großen Goldbarren investiert wird, der in Italien in eine unverfänglich wirkende Kerze eingearbeitet wird und auf diese Weise unentdeckt bis nach Istanbul mitreist. Dort werden die beiden Reisenden allerdings schon von einem Polizeioffizier erwartet und ausgewiesen. Offensichtlich wollte seine Tante mit diesem Geld den Putschversuch eines türkischen Generals finanzieren, der vor der Zeit entdeckt wurde. Fast noch erstaunlicher ist ihr Motiv: Ungeachtet ihres lockeren Lebenswandels gibt es offenbar eine große Liebe im Leben von Tante Augusta, einen Italiener, von dem sie nur als „Mr. Visconti“ spricht, und der offenbar in Geldnöten steckt.
Zurück in England, beschließen Tante und Neffe spontan, dem Grab von Henrys Vater einen Besuch abzustatten, das sich in Boulogne-sur-Mer in Frankreich befindet. Dort angekommen, findet Tante Augusta allerdings an diesem Grab beinahe ihre Meisterin: eine Engländerin, mit der Henrys Vater zum Zeitpunkt seines Ablebens eine Affäre hatte, und deren betonte Harmlosigkeit bei Augusta zu Ausbrüchen eifersüchtiger Aggression führt. Als Henry darauf mit Unverständnis reagiert, trennt sich Tante Augusta verschnupft von ihm und reist alleine nach Paris weiter, während Henry nach London zurückkehrt.
Nach drei Monaten, in denen Henry nichts von seiner Tante hört, steht plötzlich die Polizei hinter ihm: Offensichtlich ist „Mr. Visconti“ ein von Interpol gesuchter Kriegsverbrecher, und durch Augustas jüngste Aktivitäten in der Türkei hat die Polizei seine Spur aufgenommen.
Ein halbes Jahr darauf bekommt Henry einen Brief seiner Tante, worin sie ihn bittet, ihre Wohnung aufzulösen und zu ihr zu reisen und ihr von der ganzen Einrichtung lediglich eine gerahmte Fotografie mitzubringen. Als Ziel gibt sie Buenos Aires an, aber er findet sie schließlich – zusammen mit Mr. Visconti – in Asunción in Paraguay. Dort hat auch ein Agent der CIA Mr. Visconti aufgestöbert, der ihn aber in Ruhe lässt, nachdem ihm Mr. Visconti eine (allerdings gefälschte) Zeichnung von Leonardo da Vinci überlassen hat, die in dem Rahmen der bewussten Fotografie verborgen war. Derart abgesichert, bauen Henry, Mr. Visconti und Tante Augusta zusammen ein Geschäft auf Basis von Alkohol- und Zigarettenschmuggel nach Argentinien auf. Henry, der in Tante Augusta schließlich seine leibliche Mutter erkennt, beschließt, nicht mehr nach England zurückzukehren.

## Verfilmung
Der – inhaltlich nur lose auf dem Roman basierende – Film aus dem Jahr 1972 gewann im Jahr 1973 den Oscar in der Kategorie „Beste Kostüme“.